# او-۳۲ (کریگس‌مارینه)
او-۳۲ (به آلمانی: U-32) یک او-بوت کریگسمارینه از نوع ۷آ بود.